# غو لونغ
غو لونغ (بالصينية: 古龍) هو كاتب صيني، ولد في 7 يونيو 1938 في هونغ كونغ البريطانية في المملكة المتحدة، وتوفي في 21 سبتمبر 1985 في تايبيه في تايوان بسبب تشمع الكبد.

## وصلات خارجية
- الموقع الرسمي
- غو لونغ على موقع IMDb (الإنجليزية)